# Рэнд, Джош
Джош Рэнд (англ. Josh Rand, полное имя Джошуа Джеймс Рэнд, англ. Joshua James Rand; 19 августа 1974, Де-Мойн, Айова) — американский музыкант, гитарист метал-группы Stone Sour.

## Биография

### Ранние годы
Джош родился 19 августа 1974 в городе Де-Мойн, Айова, как и преимущественное большинство других участников Stone Sour. В 17 лет у него появилась своя гитара, игре на которой он с легкостью овладел. Примерно в то же время, Рэнд познакомился с Кори что впоследствии переросло в крепкую дружбу.
Известно, что именно Джош работал над ранними версиями песен «Get Inside», «Inhale» и «Idle Hands», которые и показал в 2000 году Кори Тейлору.

### Музыкальная карьера
После того, как в 2002 году, в Slipknot настали трудные времена, прежние участники Stone Sour после полутора лет совместной работы решают собрать новый состав группы вместе с Рэндом. Песни, над которым работал Джош вышли синглами к дебютному альбому группы — Stone Sour (альбом) и впоследствии, номинировались на премию Грэмми. А спустя год альбом получает «золотой» статус.

### Особенности игры
Вопреки распространенному мнению ни Джош, ни Джим не квалифицируют себя ведущими гитаристами. Их солирующие партии зачастую смешаны. В таких песнях как «Get Inside» и «Hell & Consequences» можно услышать солирующую партию Джоша.

## Дополнительная информация
- Он женат и у него 2 детей.
- Принимал участие в проекте Roadrunner United, где работал над песней Blood & Flames в роли ритм-гитариста.

## Оборудование
Ниже приведён список инструментов и оборудования, которые Джош Рэнд использовал и/или продолжает использовать в настоящее время:
| Гитары - Ibanez JEM UV-777 Electric Guitar - Ibanez RG Custom Electric Guitar - Ibanez RG-7421 7-String Electric Guitar - Ibanez S1620 Electric Guitar - Peavey JR Special USA Josh Rand Signature Guitar - LAG Acoustic Guitars - Ibanez Paul Gilbert PGM 301 - ESP LTD Truckster | Усилители - Hughes & Kettner TriAmp MKII - Hughes & Kettner CC 412 A 30 — Кабинет 4х12 - Hughes & Kettner CC 412 B 30 — Кабинет 4х12 Эффекты - Boss NS-2 Noise Suppressor / Loop / Power Supply - Boss TU-2 Chromatic Tuner / Power Supply - EVH Flanger - EVH Phaser - MXR Tremolo - Dunlop Kirk Hammett Wah - Audio Technica for my wireless |

## Дискография
Stone Sour
- 2002: Stone Sour
- 2006: Come What(ever) May
- 2010: Audio Secrecy
- 2012: House of Gold and Bones Part 1
- 2013: House of Gold and Bones Part 2
- 2017: Hydrograd

Roadrunner United
- 2005: The All-Stars Sessions

The L.I.F.E. Project
- 2021: The L.I.F.E. Project (EP)
- 2022: Big F.O.U.R. (EP)